# 東銀システム開発
東銀システム開発株式会社（とうぎんシステムかいはつ、略称：TSK）は、東京都目黒区青葉台4丁目にあった会社。
旧東京銀行（旧東京三菱銀行、現三菱UFJ銀行）のシステム開発子会社。現三菱UFJインフォメーションテクノロジー株式会社の前身会社。
東京銀行を中心とした旧東銀グループのシステム開発を手掛け、地銀向けにシステムパッケージの営業販売・サポートを行なっていた。

## 沿革
- 1998年6月 設立。
- 2000年4月 旧三菱銀行のシステム子会社であるダイヤモンドシステム開発株式会社（DSK）と合併し、東京三菱インフォメーションテクノロジー株式会社（存続会社はTSK）となった。合併時は東京三菱銀行の100%出資、合併以前は銀行5%、東銀リース5%等で旧東銀グループ各社で出資されていた。